# لاري توماس
لاري توماس (بالإنجليزية: Larry Thomas)‏ هو ممثل أمريكي، ولد في 1956 ببروكلين في الولايات المتحدة.

## أعمال

### أفلام
- (1997)  رجل الغموض الدولي[5][6]
- (2007) بوستال

### مسلسلات
- الساحرة المراهقة سابرينا
- سكرابز

## وصلات خارجية
- لاري توماس على موقع IMDb (الإنجليزية)
- لاري توماس على موقع ألو سيني (الفرنسية)
- لاري توماس على موقع أول موفي (الإنجليزية)
- لاري توماس على موقع قاعدة بيانات الفيلم (الإنجليزية)
- لاري توماس على موقع كينوبويسك (الروسية)